# Used and Abused: In Live We Trust
Used and Abused: In Live We Trust er en dvd af det svenske melodiske dødsmetal-band In Flames, som blev udgivet i 2005 gennem Nuclear Blast.

## DVD disk 1

### Live til Sticky Fingers – 7. september, 2004 (90 minutter)
1. "F(r)iend"
2. "The Quiet Place"
3. "Dead Alone"
4. "Touch Of Red"
5. "Like You Better Dead"
6. "My Sweet Shadow"
7. "Evil In A Closet"
8. "In Search For I"
9. "Borders And Shading"
10. "Superhero Of The Computer Rage"
11. "Dial 595 – Escape"
12. "Bottled"
13. "Behind Space"
14. "Artifacts Of The Black Rain"
15. "Moonshield"
16. "Food For The Gods"
17. "Jotun"
18. "Embody The Invisible"
19. "Colony"
20. "Pinball Map"
21. "Only For The Weak"
22. "Trigger"
23. "Cloud Connected"

### Live til Hammersmith, London – 27. december, 2004 (40 minutter)
1. "Pinball Map"
2. "System"
3. "Cloud Connected"
4. "In Search For I"
5. "Fucking Hostile" (Pantera cover)
6. "Behind Space"
7. "The Quiet Place"
8. "Trigger"
9. "Touch of Red"
10. "My Sweet Shadow"

### Soundtrack Tour 2004 – Live
1. "Only For The Weak"
2. "Clayman"

### Skjult bonusvideo
1. "Episode 666" (Live til Sticky Fingers): For at se denne video spring til næste kapitel, mens "Clayman" fra "Soundtrack Tour 2004" er på. Skiftevis skift til titel 4 kapitel 1.

## DVD disk 2

### Live i Madrid
1. "System"

### Live i Australien/Japan
1. "Dial 595 – Escape"

### Soundcheck i London
1. "Dial 595 – Escape"
2. "Touch of Red"

### Musikvideoer
1. "F(r)iend"
2. "My Sweet Shadow"
3. "Touch of Red"
4. "The Quiet Place"

### Jester TV – Universal Access (50 minutter)
- Om In Flames
- Interview med bandmedlemmerne
- Om Metallica showet i Madrid
- Bag optagelserne til "The Quiet Place"-videoen
- Bag optagelserne til "Touch of Red"-videoen
- Andre videoer: "F(r)iend", "Evil In A Closet"
- Omkring begyndelsen af "Soundtrack" turnéen 2004
- Sommer festival
- "Like You Better Dead" til Metaltown
- Om den japanske turné
- Om den australske turné
- L.A. – Roxy
- Om Hammersmith koncerten
- Om Judas Priest turnéen
- 666 til Scandinavium
- Bag scenen på turné
- Om Sticky Fingers koncerten

### Skjult bonusvideo
1. "Borders And Shading": For at se denne video må du skifte til næste kapitel, mens "Dial 595 – Escape" fra "Videos: Live in Australia/Japan" er på. Skiftevis spring til titel 8 kapitel 1.